# جاك السفاح: الحل النهائي
جاك السفاح: الحل النهائي  هو كتاب لستيفن نايت وتم نشره لأول مرة عام 1976م. الكتاب يُقدِم حلّاً لخمس جرائم، حدثت في العصر الفكتوري في لندن، المتهم فيها سفاح مجهول الهوية يُعرف باسم «جاك السفاح». 

في محاولة لحل اللغز، قّدم ستيفن نايت نظرية المؤامرة المتقنة حيث تشمل العائلة الملكية البريطانية، الماسونية والرسّام والتر سكيرت. وقد استنتج أن الضحايا تم قتلهم لقيامهم بالتغطية على الزواج السرّي بين الوريث الثاني للعرش، الأمير ألبرت فيكتور ، دوق كلارنس وأفونديل وآني إليزابيث كروك، فتاه من الطبقة العاملة. ولكن هناك الكثير من الحقائق التي تتناقض مع نظرية نايت وخاصة أن مصدره الرئيسي جوزيف جورمان (المعروف أيضاً باسم جوزيف سكيرت)، تراجع في وقت لاحق عن أقواله في القصة واعترف للصحافة أنها كانت أكذوبة. معظم الباحثين رفضوا هذه النظرية واعتبروها وهم وخيال وخاتمة الكتاب فقدت مصداقيتها على نطاق واسع. ومع ذلك، حقق الكتاب نجاح تجاري وشعبي على مدار 20 طبعة. كان هذا الكتاب قاعدة أساسية للرواية التصويرية وفيلم من الجحيم وأيضاً أحداث مسرحيات أخرى. كما كان له تأثير على كتاب الرواية البوليسية مثل باتريشيا كورنويل وآن بيري.

## الأصول
بين فترة أغسطس ونوفمبر عام 1888 تم ارتكاب خمس جرائم قتل مروعة في منطقة وايت تشابل في لندن. على الرغم من أن منطقة وايت تشابل كانت منطقة منعدمة وفقيرة كان العنف منتشر في هذه المنطقة كما أن هذه الجرائم يمكن ربطها لنفس القاتل من خلال طريقة عمل مميزة. جميع الجرائم حدثت في إطار بضعة شوارع في وقت متأخر من الليل أو في الصباح الباكر وجميع الضحايا كانوا من النساء المذبوحين.في أربع من الحالات، تم تشويه أجسادهم أو أنتزاع أحشائهم. أدت إزالة الأعضاء الداخلية من ثلاثة من الضحايا إلى ظهور مقترحات جديدة حيث مهارة القاتل في تشريح الضحايا تشير إلى إنه كان يعمل جزاراً أو جراحاً. تلقت المؤسسات الإعلامية والشرطة العديد من الرسائل والبطاقات البريدية منسوبة من قبل القاتل الذي كان يطلق عليها اسم «جاك السفاح» من إحدى الموقعين. معظم الرسائل التي كانت تحتوى على اعترافات مجهولة تم أستبعدها من قِبل الشرطة وأعتبروها خدع ولكن إحدى هذه الرسائل، التي عُرفت بأسم رسالة «من جحيم» بعد أن استخدم الكاتب هذه العبارة، تم التعامل معها بجدية أكثر حيث أًرسلت مع صندوق صغير يحتوى على نصف كلية إنسان محفوظة. على الرغم من ذلك ليس من الواضح إذا كانت حقاً كلية إحدى الضحايا أم إنها عينة طبية تم إرسلها كجزء من مزحة مروعة.
على الرغم من تحقيق الشرطة واسعة النطاق، لم يتم العثور على القاتل كما أن هويته لا تزال لغزاً. منذ ذلك الوقت وحتى بعد ذلك أقترح العديد من المحققين الهواة والمحترفين بعض الحلول ولكن لم يتم قبول نظرية واحدة على نطاق واسع.

### أدعائات توماس ستويل
في عام 1970، نشر الجراح البريطانى توماس ستويل مقالاً بعنوان «جاك السفاح -؟ حل» في عدد نوفمبر من صفحة الحوادث. في هذه المقالة أقترح ستويل أن يكون القاتل من الطبقة الأرسطقراطية حيث أُصيب بمرض الزهرى خلال زيارة إلى جزر الهند الغربية، حيث أن هذا المرض جعله مختل عقلياً وأنه في هذه الحالة الذهنية قام بارتكاب الخمس الجرائم المعروفة باسم جاك السفاح. على الرغم من أن ستويل لم يذكر اسم المشتبه فيه مباشرة في المقالة، وصف بالتفصيل أسرة المشتبه فيه ومظهره الخارجي والألقاب والتي أشارت إلى حفيد الملكة فكتوريا، الأمير ألبرت فيكتور، دوق كلارنس وأفونديل.كتب ستويل أنه في أعقاب جريمة قتل مزدوجة في 30 سبتمبر 1888، تم تقييد المشتبه فيه من قبل عائلته في مؤسسة في جنوب إنجلترا، ولكنه هرب في وقت لاحق لارتكاب جريمة القتل النهائية في 9 نوفمبر قبل أن يموت في نهاية المطاف من مرض الزهري.لدعم نظريته، قام ستويل بإجراء مقارنات بين الأحشاءالمنزوعة من النساء والمنزوعة من الغزلان التي تم أصطيادها من قبل الأرستقراطية على أراضيهم.ستويل قال أن معلوماته جاءت من الملاحظات الخاصة بالسير وليام جُل وهو طبيب ذو سمعة طيبة الذي عالج أفراد العائلة الملكية. عرف ستويل صهر جُل، تيودور دايك أكلاند، الواصى على ولاية أكلاند.